# أرت باتلر
أرت باتلر (بالإنجليزية: Art Butler)‏ هو لاعب كرة قاعدة أمريكي، ولد في 18 ديسمبر 1887 في فول ريفر في الولايات المتحدة، وتوفي بنفس المكان في 7 أكتوبر 1984.

## وصلات خارجية
- أرت باتلر على موقعبيزبول رفرنس.كوم (الدوري الرئيسي) (الإنجليزية)
- أرت باتلر على موقعبيزبول رفرنس.كوم (الدوري الثانوي) (الإنجليزية)